# Berrogain-Laruns
Berrogain-Laruns település Franciaországban, Pyrénées-Atlantiques megyében. Lakosainak száma 156 fő (2022. január 1.). Berrogain-Laruns Chéraute, Moncayolle-Larrory-Mendibieu, Viodos-Abense-de-Bas és Arrast-Larrebieu községekkel határos.

## Népesség
A település népességének változása:
| Lakosok száma | 166  | 172  | 233  | 161  | 159  | 159  | 160  | 160  | 156  |
|               | 2013 | 2015 | 2016 | 2017 | 2018 | 2019 | 2020 | 2021 | 2022 |